# Pachyornis
Genre
Pachyornis est un genre éteint de grands oiseaux terrestres de Nouvelle-Zélande, incapables de voler, de la famille des dinornithidés.

## Liste des espèces

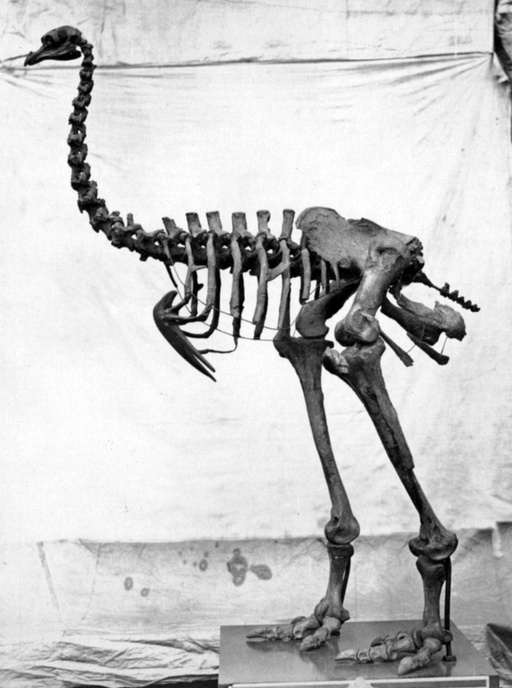
Pachyornis

- † Pachyornis australis Oliver, 1949
- † Pachyornis elephantopus[1] (Owen, 1856)
- † Pachyornis geranoides[1] (Owen, 1848) (anciennement Pachyornis mappini )
- † Pachyornis oweni ?
- † Pachyornis pygmaeus[1] (Hutton, 1891)
- † Pachyornis septentrionalis[1] Oliver, 1949